# 데이 드링커
"데이 드링커"(영어: Day Drinker)는 개봉 예정인 미국의 액션 스릴러 영화로, 마크 웹이 감독을 맡았다.